# Richardia tricocca
Richardia tricocca är en måreväxtart som först beskrevs av John Torrey och Asa Gray, och fick sitt nu gällande namn av Paul Carpenter Standley. Richardia tricocca ingår i släktet Richardia och familjen måreväxter.

## Underarter
Arten delas in i följande underarter:
- R. t. tetracocca
- R. t. tricocca